# Microrregión de Ribeira do Pombal
La microrregión de Ribeira do Pombal es una de las  microrregiones del estado brasileño de la Bahia perteneciente a la mesorregión  Nordeste Baiano. Su población fue estimada en 2005 por el IBGE en 302.626 habitantes y está dividida en catorce municipios. Posee un área total de 7.982,825 km².

## Municipios
- Adustina
- Antas
- Banzaê
- Cícero Dantas
- Cipó
- Fátima
- Heliópolis
- Itapicuru
- Nova Soure
- Novo Triunfo
- Olindina
- Paripiranga
- Ribeira do Amparo
- Ribeira do Pombal

- Datos: Q973653